# National Rugby Championship 2014
El National Rugby Championship (Campeonato nacional de rugby) de 2014 fue la primera edición del principal torneo profesional de rugby australiano.
El equipo de Brisbane City se coronó campeón al vencer 37 a 26 al equipo de Perth Spirit coronándose como el primer campeón de la competencia.

## Sistema de disputa
El torneo se disputó en formato liga donde se enfrentarán todos contra todos, en un periodo de 9 semanas.
Luego de la fase regular, los cuatro primeros clasificados disputarán una semifinal buscando el paso a la final en la cual se enfrentarán los dos mejores equipos del torneo buscando el campeonato.

### Clasificación
| Pos. | Equipo              | Encuentros | Encuentros | Encuentros | Encuentros | Tantos | Tantos | Tantos | PB | PB | Puntos |
| Pos. | Equipo              | PJ         | PG         | PE         | PP         | F      | C      | Dif    | BO | BD | Puntos |
| ---- | ------------------- | ---------- | ---------- | ---------- | ---------- | ------ | ------ | ------ | -- | -- | ------ |
| 1    | Melbourne Rising    | 8          | 8          | 0          | 0          | 399    | 184    | +215   | 8  | 0  | 40     |
| 2    | NSW Country Eagles  | 8          | 6          | 0          | 2          | 251    | 202    | +49    | 2  | 1  | 27     |
| 3    | Brisbane City       | 8          | 6          | 0          | 2          | 295    | 257    | +38    | 2  | 0  | 26     |
| 4    | Perth Spirit        | 8          | 3          | 0          | 5          | 301    | 259    | +42    | 2  | 3  | 17     |
| 5    | Greater Sydney Rams | 8          | 3          | 1          | 4          | 254    | 265    | −11    | 2  | 0  | 16     |
| 6    | Canberra Vikings    | 8          | 2          | 2          | 4          | 210    | 238    | −28    | 0  | 2  | 14     |
| 7    | North Harbour Rays  | 8          | 2          | 2          | 4          | 240    | 327    | −87    | 0  | 0  | 12     |
| 8    | Queensland Country  | 8          | 2          | 0          | 6          | 208    | 281    | −73    | 1  | 2  | 11     |
| 9    | Sydney Stars        | 8          | 1          | 1          | 6          | 211    | 356    | −145   | 0  | 1  | 7      |

|  | Semifinalistas. |

## Fase Final

### Semifinales
| 24 de octubre | NSW Country Eagles | 26 - 32 | Brisbane City | Central Coast Stadium, Gosford |  |

| 25 de octubre | Melbourne Rising | 29 - 45 | Perth Spirit | AAMI Park, Melbourne |  |

### Final
| 1 de noviembre | Brisbane City | 37 - 26 | Perth Spirit | Ballymore, Brisbane |  |

| Bandera de Australia  |
| Campeón Brisbane City |
| Primer título         |